# Ocalaria cohabita
Ocalaria cohabita är en fjärilsart som beskrevs av Ian Kitching 1988. Ocalaria cohabita ingår i släktet Ocalaria och familjen nattflyn. Inga underarter finns listade i Catalogue of Life.